# Adolf Ludin
Adolf Ludin (* 27. Dezember 1879 in Karlsruhe; † 4. August 1968 in Berlin) war ein international tätiger deutscher Ingenieur und Hochschullehrer auf dem Gebiet des Wasserbaus und Talsperrenbaus.

## Leben und Wirken

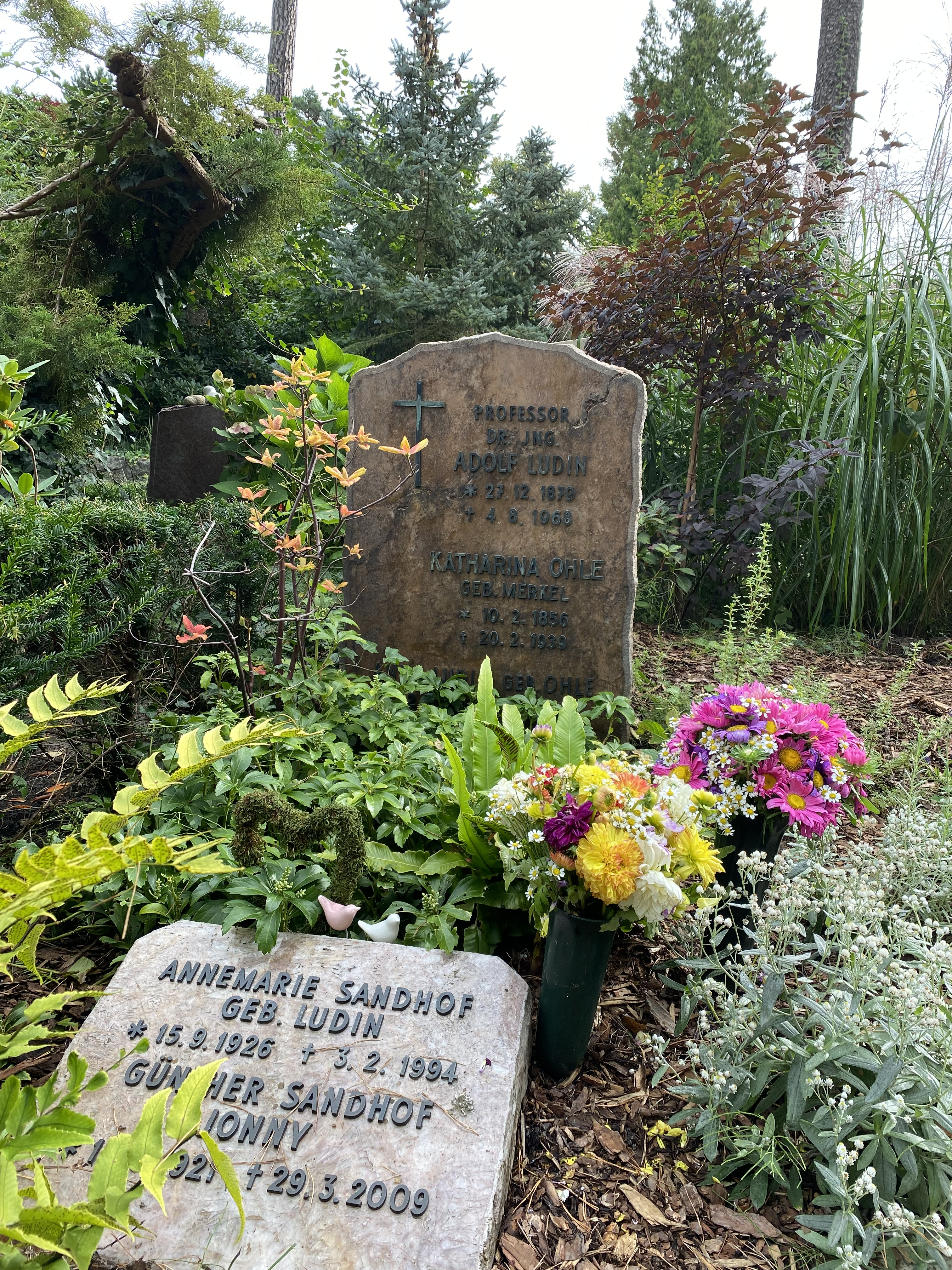
Grabstätte (Abt. 24 B 35)

Während seines Studiums des Bauingenieurwesens an der Technischen Hochschule Karlsruhe wurde Ludin 1899 Mitglied der Burschenschaft Tulla Karlsruhe. 1904 schloss er das Studium ab, 1909 promovierte er zum Doktor-Ingenieur. Von 1904 bis 1914 und 1919 arbeitete er bei den Großherzoglich Badischen Staatseisenbahnen und der Großherzoglich Badischen Wasser- und Straßenbauverwaltung. 1920 wurde er Privatdozent an der Technischen Hochschule Karlsruhe, 1923 Professor für Wasserbautechnik an der Technischen Hochschule Berlin. Er war seit 1939 ordentliches Mitglied der Preußischen Akademie der Wissenschaften in Berlin.
Bereits in seinen ersten Arbeiten als Bauingenieur beschäftigte er sich mit hydraulischen Fragen und unternahm 1906 Studien zur Schiffbarkeit des Neckars. Er war 1913/1914 und 1918–1920 an der Konstruktion der beiden Wasserkraftwerke an der Murg im Schwarzwald beteiligt (Murgwerk I und Murgwerk II). Ab 1920 war er Berater bei weiteren wasserbaulichen Projekten. 1921 unternahm er Studien zur technischen und finanziellen Machbarkeit von Wasserkraftwerken an dem Fluss Imara in Finnland. 1924 arbeitete er an ebensolchen Projekten ür die Flüsse Rioni, Kura und Aras in Transkaukasien (Georgien und Aserbaidschan).
1930 präsentierte er der Regierung von Uruguay ein Projekt zum Bau der Talsperre Rincón del Bonete und 1933 arbeitete er dieses Projekt in seiner endgültigen Form aus. Zwischen 1947 und 1951 projektierte er 15 Talsperren und Wasserkraftwerke in Jugoslawien, darunter das Jablanica-Wasserkraftwerk an der Neretva und eines an der Drina. 1952 war er wieder in Uruguay als Berater bei der Talsperre Rincón de Baygorria tätig. 1956 arbeitete er für die FAO am Projekt des Stausees am Fluss Vafreghan im Iran, außerdem am Indus in Pakistan und in Japan.
Ludin ist Verfasser bzw. Mitautor mehrerer Fachbücher über Wasserbau. Einer seiner Schüler war Paul Neményi.
Adolf Ludin starb 1968 im Alter von 88 Jahren in West-Berlin. Sein Grab befindet sich auf dem Waldfriedhof Dahlem.

### Ehrungen
(Quelle: )
- 1926: Ehrendoktorwürde der Deutschen Technischen Hochschule Brünn
- 1941: Ehrenmitglied der Königlich Rumänischen Akademie der Wissenschaften in Bukarest
- 1954: Ehrensenator der Technischen Universität Berlin
- 1959: Ehrenbürgerwürde der Technischen Hochschule Karlsruhe
- 1961: Großes Bundesverdienstkreuz

### Nachlass
Der Nachlass Ludins befindet sich im Universitätsarchiv der Technischen Universität Berlin.

## Schriften
- Der Ausbau der Niederdruckwasserkräfte. (Dissertation, Technische Hochschule Karlsruhe, 1909) Hörning, Heidelberg 1910.
- Die Wirtschaftlichkeit des geplanten Murgwerkes. Ragoczy, Freiburg (Breisgau) 1912. (als Sonderdruck aus der Zeitschrift für die gesamte Wasserwirtschaft)
- Die Wasserkräfte, ihr Ausbau und ihre wirtschaftliche Ausnutzung. Ein technisch-wirtschaftliches Lehr- und Handbuch. (Habilitationsschrift) 2 Bände, Julius Springer, Berlin 1913.
- (zusammen mit Paul Neményi): Die nordischen Wasserkräfte. Ausbau und wirtschaftliche Ausnutzung. Julius Springer, Berlin 1930.
- Bedarf und Dargebot. Neuere Methoden der elektrizitäts- und wasserwirtschaftlichen Betriebslehre. Julius Springer, Berlin 1932.
- Wasserkraftanlagen. Erste Hälfte. Planung, Triebwasserleitungen und Kraftwerke. (= Handbibliothek für Bauingenieure, Band 8.) Julius Springer, Berlin 1934.
- (zusammen mit Friedrich Tölke): Wasserkraftanlagen: Zweite Hälfte, Erster Teil: Talsperren, Staudämme und Staumauern. (= Handbibliothek für Bauingenieure, Band 9.) Julius Springer, Berlin 1938.
- Die Wasserwirtschaft in Afrika. de Gruyter, Berlin 1943.
- Die physio-geographischen Planungsgrundlagen für den Vollausbau des Rio Negro in Uruguay im Interesse der Wasserkraftnutzung, Schifffahrt und Landeskultur. Akademie-Verlag, Berlin 1950.
- (zusammen mit Wilhelm Borkenstein): Wasserkraftanlagen.
  - Band 1 Planung, Grundlagen und Grundzüge. de Gruyter, Berlin 1955.
  - Band 2 Anordnung und Ausbildung der Hauptbauwerke. de Gruyter, Berlin 1958.